# Xenoprocris jordani
Xenoprocris jordani is een vlinder uit de familie bloeddrupjes (Zygaenidae). De wetenschappelijke naam van deze soort is voor het eerst geldig gepubliceerd in 1937 door Romieux.
De soort komt voor in tropisch Afrika.